# Els Banys de Sant Vicenç
Els Banys de Sant Vicenç(en español, Baños de San Vicente) es una entidad de población española del municipio de El Pont de Bar, perteneciente a la provincia de Lérida, en la comunidad autónoma de Cataluña. En 2022, tenía empadronados nueve habitantes.

## Toponimia
El lugar puede aparecer referido con las grafías «Els Banys de Sant Vicenç»,[cita requerida] «Els Banys de Sant Viçens» y «Banys de Sant Vicenç».